# Panhard & Levassor M4I
Der Panhard & Levassor M4I  ist ein frühes Pkw-Modell. Hersteller war Panhard & Levassor in Frankreich.

## Beschreibung
Der Panhard & Levassor M4I wurde im Juli 1899 eingeführt, hatte jedoch noch keine offizielle Typenbezeichnung, obwohl die Zulassungsbehörde in Frankreich seit 1899 Kraftfahrzeuge systematisch prüfte und Typenbescheinigungen auszustellte. Der Modellname leitet sich vom Motor des Wagens ab. Das „M“ steht wie bei anderen Modellen von Panhard & Levassor für den sogenannten Phénix-Motor nach einer Lizenz von der Daimler-Motoren-Gesellschaft. Die „4“ nennt die Anzahl der Zylinder an.
Es ist ein Vierzylinder-Reihenmotor. 100 mm Bohrung und 140 mm Hub ergeben 4398 cm³ Hubraum. Die angegebenen 16 CV (20 CV ab 1901) können sich auf die Einstufung nach Cheval fiscal oder auf die tatsächliche Motorleistung in PS beziehen.
Der Motor ist vorn im Fahrgestell eingebaut und treibt über ein Vierganggetriebe die Hinterachse an. Der Radstand beträgt zwischen 180 cm und 265 cm. Bekannt sind die Karosseriebauformen Phaeton und Break.
1899 wurde ein Fahrzeug gefertigt. In den folgenden Jahren waren es sieben, neununddreißig und fünf; 52 Fahrzeuge insgesamt. Davon wurden drei exportiert.
Dem M4I vorausgegangen war mit dem M2K ein Fahrzeug mit einem ähnlich großen Hubraum.

## Motorsport

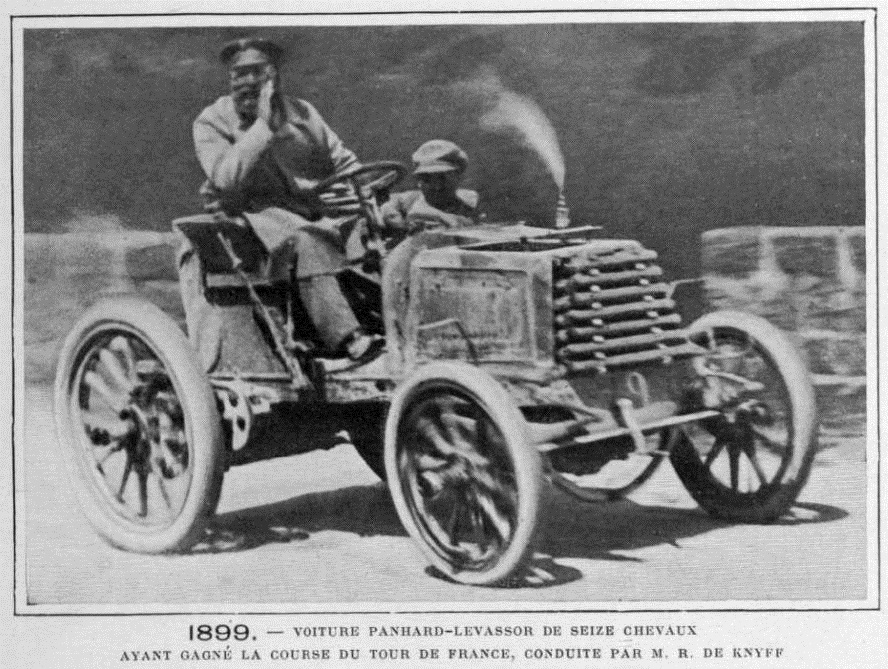
Rennwagen 1899

René de Knyff setzte das erste Fahrzeug 1899 bei der ersten Tour de France für Automobile ein und gewann.